# John Berends

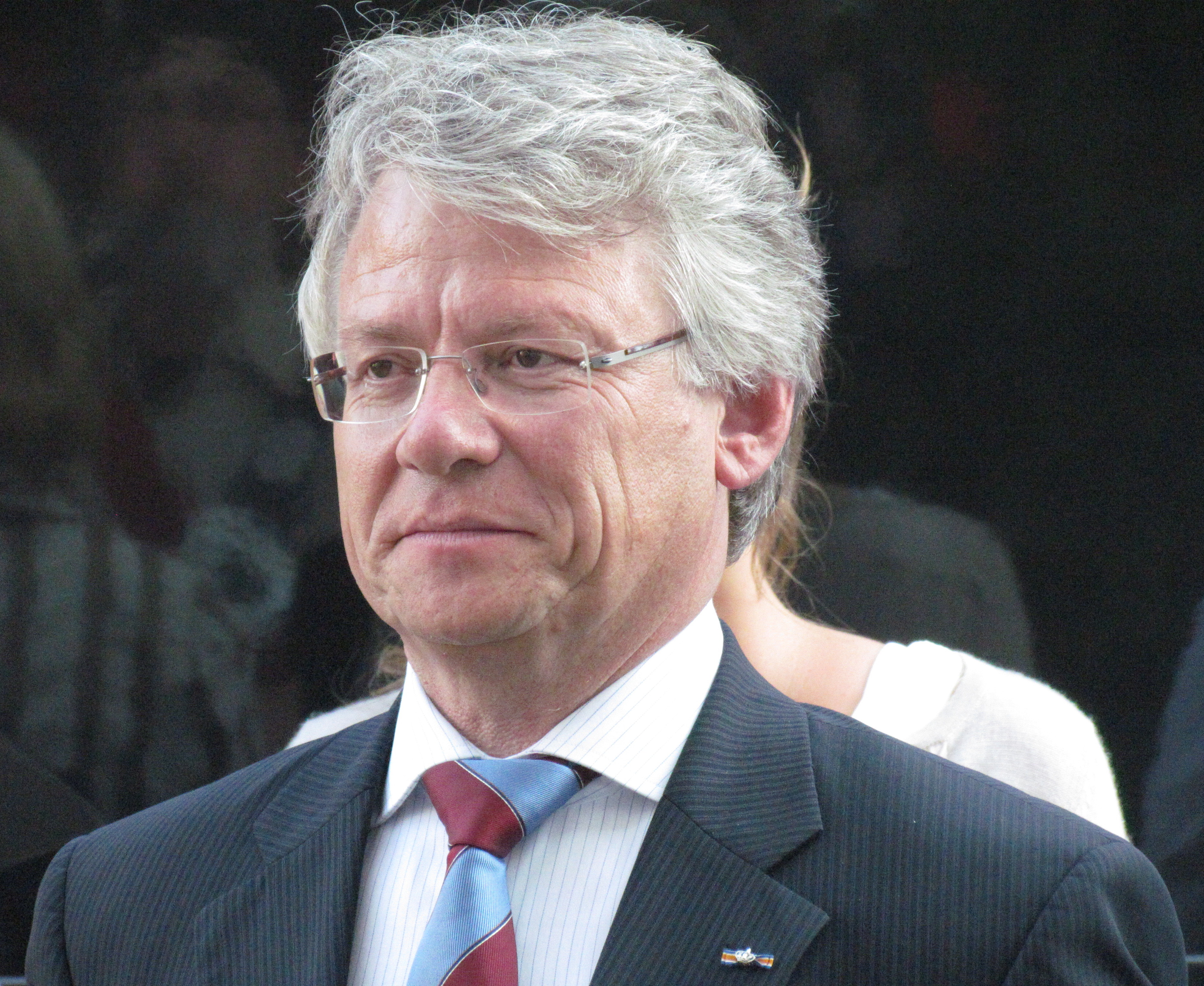
John Berends (2012)

J.C.G.M. (John) Berends (* 26. April 1956 in Zwolle) ist ein niederländischer Politiker des Christen-Democratisch Appèl (CDA).

## Leben
Berends studierte in Groningen die Fächer Schulpädagogik und Verwaltungswissenschaft. Seine Berufslaufbahn begann bei der Polizei, wo er beim Landelijke Selectie- en Opleidingsinstituut, der niederländischen Polizeiakademie, verschiedene Managementpositionen innehatte. Im Jahre 1994 schloss er den Studiengang Öffentliche Verwaltung mit der Abschlussbezeichnung Master ab. Auf politischer Ebene trat er erstmals 1998 in Erscheinung. Zwischen 1998 und 2005 war er für zwei Legislaturperioden Beigeordneter der Gemeinde Zwolle und stellvertretender Bürgermeister. Am 1. März 2005 übernahm er das Amt des Bürgermeisters der Gemeinde Harderwijk. Nachdem Berends zweite Amtszeit in Harderwijk im März 2011 angebrochen war, wurde er am 19. März des Folgejahres durch den Rat der Gemeinde Apeldoorn als neuen Bürgermeister vorgetragen. Seine Ernennung erfolgte am 24. Mai 2012. Die Provinciale Staten der Provinz Gelderland schlug ihn am 11. Dezember 2018 als neuen Kommissar des Königs vor, nachdem sein Vorgänger Clemens Cornielje am 11. April selben Jahres seinen Rücktritt zum 1. Februar 2019 angekündigt hatte. Am 23. Januar 2019 wurde er von Willem-Alexander, dem König der Niederlande, im Paleis Noordeinde vereidigt. Die Gemeinde Apeldoorn erklärte Berends am 31. Januar 2019 zu ihrem Ehrenbürger. Sein Amtsantritt als Kommissar des Königs von Gelderland fand am 6. Februar 2019 statt. Zum 2. Oktober 2023 wurde er durch Henri Lenferink von der Partij van de Arbeid abgelöst, der das Amt seither kommissarisch innehat.

## Privates
Berends ist mit Tineke Riesebeek verheiratet und Vater von zwei Töchtern sowie einem Sohn. Die Familie wohnt in Uddel in der Gemeinde Apeldoorn.